# Hymenoxys jamesii
Hymenoxys jamesii là một loài thực vật có hoa trong họ Cúc. Loài này được Bierner mô tả khoa học đầu tiên năm 1993.